# Heptapterus
Heptapterus é um gênero de peixe da família Heptapteridae.

## Espécies
- Heptapterus bleekeri Boeseman, 1953
- Heptapterus carmelitanorum Azevedo-Santos, Deprá, Aguilera, Faustino-Fuster & Katz, 2022
- Heptapterus fissipinnis A. Miranda-Ribeiro, 1911
- Heptapterus mbya Azpelicueta, Aguilera & Mirande, 2011
- Heptapterus multiradiatus Ihering (Ihering), 1907
- Heptapterus mustelinus (Valenciennes, 1835)
- Heptapterus ornaticeps C. G. E. Ahl, 1936
- Heptapterus qenqo Aguilera, Mirande & Azpelicueta, 2011
- Heptapterus stewarti Haseman, 1911
- Heptapterus sympterygium Buckup, 1988
- Heptapterus tapanahoniensis Mees, 1967
- Heptapterus tenuis Mees, 1986